# Hooligan

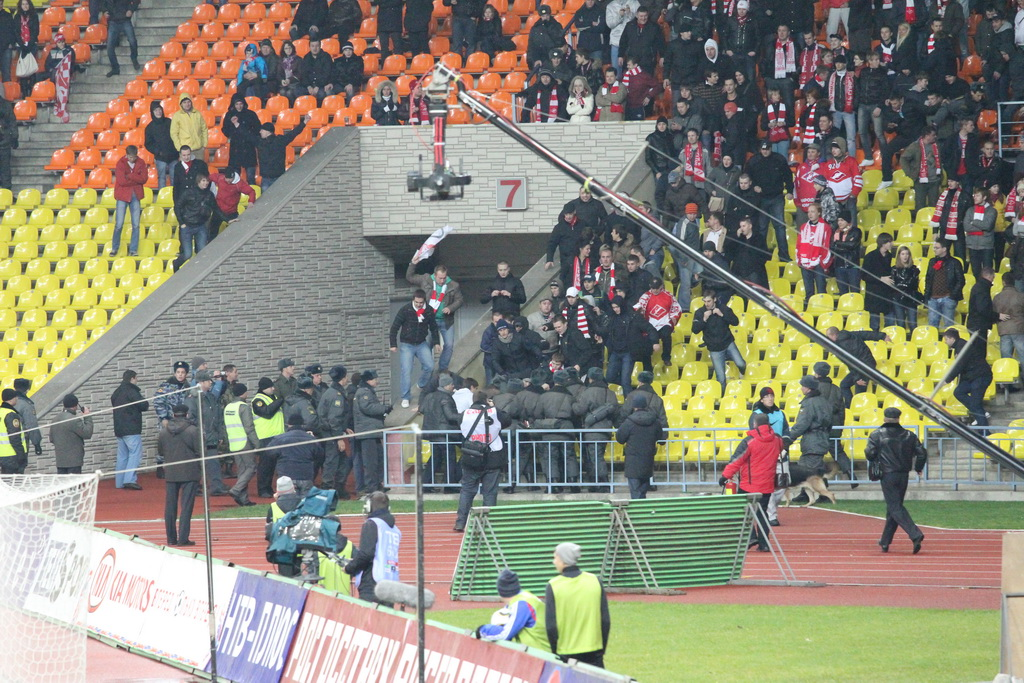
Hooligan dello

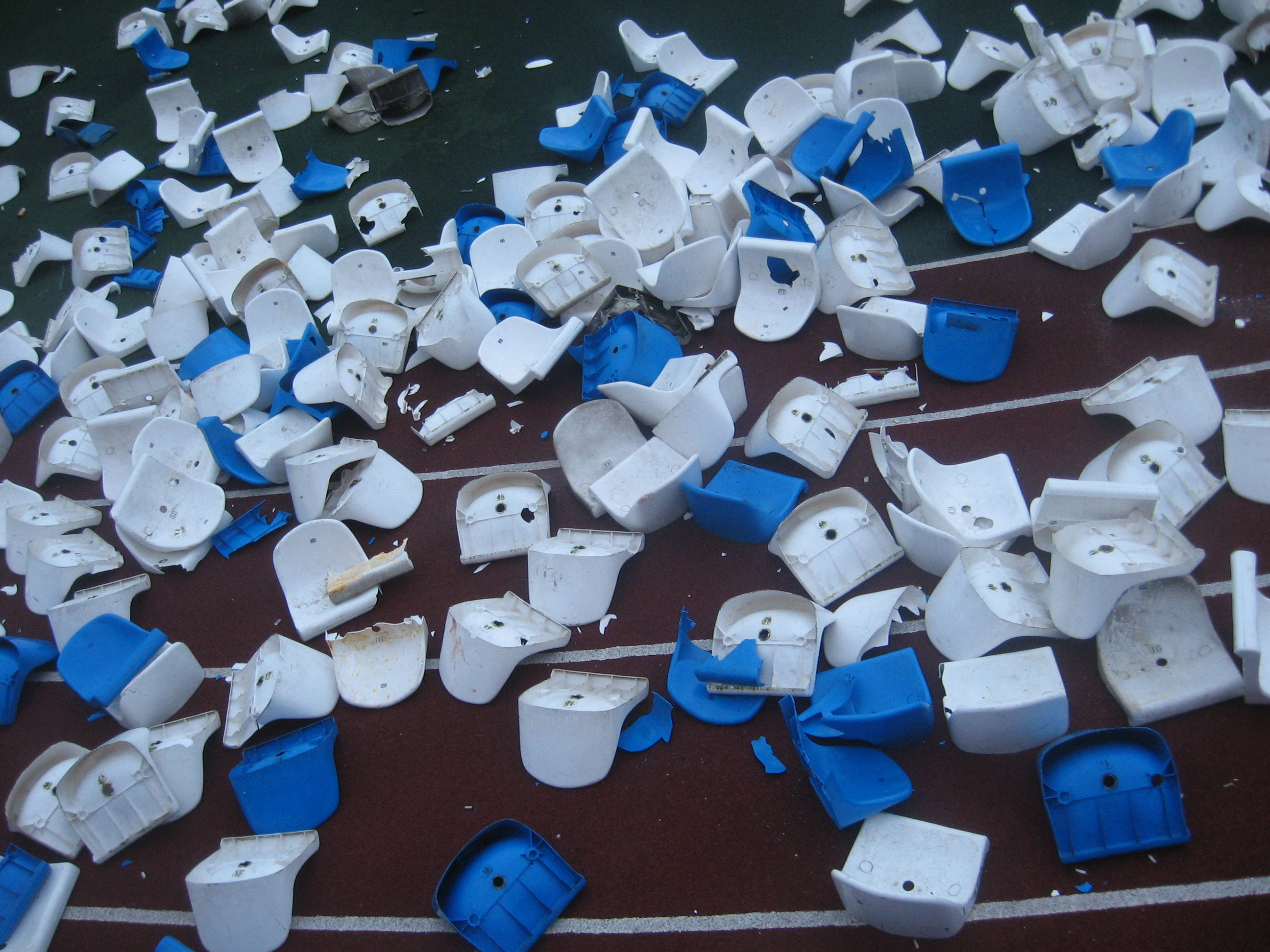
Sedie di plastica distrutte dagli hooligan allo stadio di Brjansk, in Russia

Hooligan è un termine inglese che indica una persona dal comportamento violento, indisciplinato e ribelle, utilizzato per indicare i tifosi più turbolenti e violenti delle squadre di calcio, in particolare nel Regno Unito.

## Storia
A partire dagli anni sessanta, molte subculture giovanili quali skinhead, herbert, mod o rude boy sono appartenuti alla schiera degli hooligan.
Secondo alcuni è probabile che la parola "hooligan" sia derivata dal cognome di un malvivente d'origine irlandese, Patrick Hooligan, che viveva nella capitale britannica. Altri sostengono che derivi da "Hooley's gang", una banda di giovani delinquenti provenienti dal quartiere londinese di Islington. C'è anche chi sostiene che sia correlato a "hooley", voce dell'inglese d'Irlanda che indica una festa sregolata. Ma la connessione con l'elemento etimologico irlandese si rafforza considerando l'opinione forse più probabile, secondo la quale la parola "hooligan" deriverebbe da "Houlihan", nome di una famiglia irlandese dalla pessima reputazione.
È certo che il termine comparve per la prima volta nel 1898 in una denuncia della polizia di Londra. Il termine appare nel giornale di lingua tedesca di Bolzano "Der Tiroler" dell'8 novembre 1918 in riferimento a sbandati di guerra ungheresi e slavi che si davano ai saccheggi e agli incendi alla fine della prima guerra mondiale.
Tale termine venne riportato sulle t-shirt di uno dei primi gruppi di tifo organizzato, divenendo poi marchio d'abbigliamento. Il marchio hooley's si diffuse velocemente negli stadi inglesi e caratterizzò insieme a diversi brand quali Three Stroke, Henry Lloyd, Lyle and Scott la seconda ondata casual.

## Nel calcio
Il termine hooligan è frequentemente associato al calcio, ambito in cui viene usato per definire quei tifosi violenti protagonisti di tafferugli al seguito di una squadra. Il fenomeno degli hooligan è diffuso particolarmente in Inghilterra, Scozia, Irlanda, Russia, Serbia, Polonia, Belgio, Brasile, Paesi Bassi e Svezia, differendo dal modello dei turbolenti tifosi ultras dell'Europa meridionale.
Nel 1985, in seguito alla strage dell'Heysel, nella quale i supporters violenti del Liverpool furono responsabili della morte di 39 persone, per la maggior parte tifosi della società italiana della Juventus (le due squadre stavano per affrontarsi nella finale di Coppa dei Campioni), venne elaborata una convenzione internazionale (la Convenzione europea sulla violenza e i disordini degli spettatori durante le manifestazioni sportive, segnatamente nelle partite di calcio) per prevenire e controllare la violenza degli spettatori.

## Filmografia
- Ultimo stadio (The Firm, UK, 1988)
- Hooligans (I.D., UK, 1995)
- The Football Factory (idem, UK, 2004)
- Hooligans (Green Street, UK, 2005)
- Cass (idem, UK, 2008)
- The Firm (idem, UK, 2009)